# 2018 LINE TV Awards
```
LINE TV Awards lần thứ nhất
 là lễ trao giải do 
LINE TV
 
Thái Lan
 tổ chức, nhằm tôn vinh những người trong ngành giải trí Thái Lan trong các lĩnh vực âm nhạc, truyền hình và phim truyền hình vì những thành tựu của họ trong năm 2017.
```

Đêm trao giải được tổ chức tại Hội trường Royal Paragon, Siam Paragon, Băng Cốc, Thái Lan vào thứ Ba, ngày 20 tháng 2 năm 2018.

## Giải thưởng
Đề cử đạt giải được liệt kê đầu tiên và được tô đậm:

### Giải thưởng chính
| Best Fight Scene (Cảnh chiến đấu hay nhất)           | Best Song (Bài hát hay nhất)                               |
| ---------------------------------------------------- | ---------------------------------------------------------- |
| - Project S: The Series - 'Side by Side' (GDH 559)   | - Tod Tee Aow Tae Jai - Palitchoke Ayanaputra (GMM Grammy) |
| Best Viral Scene (Cảnh phim phổ biến rộng rãi nhất)  | Best Kiss Scene (Cảnh hôn hay nhất)                        |
| - Chai Mai Jing Ying Tae (One31)                     | - 2Moons: The Series (Chachi Digital Media)                |
| Best Couple (Cặp đôi của năm)                        |                                                            |
| - Arthit - Kongpob trong SOTUS S: The Series (GMMTV) |                                                            |

### Giải thưởng đặc biệt
| Top Entertainment (Chương trình giải trí hay nhất) | Most Viewed (Được xem nhiều nhất) |
| -------------------------------------------------- | --------------------------------- |
| - Take Guy Out Thailand mùa 2 (TV Thunder)         | - Diary of Tootsies 2 (GDH 559)   |
| Content of the Year (Nội dung của năm)             |                                   |
| - Project S: The Series - 'Side by Side' (GDH 559) |                                   |